# 广州有轨电车
- 關於广州的无轨電車系統，請見「广州无轨电车」。
- 關於广州有轨电车的运营机构，請見「广州有轨电车有限责任公司」。

广州有轨电车是中国广东省广州市的有轨电车系统。截至2025年6月，有海珠有轨1号线、黄埔有轨1号线和黄埔有轨2号线首通段合共3条线路正在运营，尚有一条线路正在兴建；同时黄埔区、增城区、广州南站和白云机场等地区亦有规划多条有轨电车线路。

## 历史
廣州最早於中華民國時期计划興建有軌電車系統，但在鋪設部份路軌後因種種原因夭折，在2014年前未真正運行過。

### 前期设想

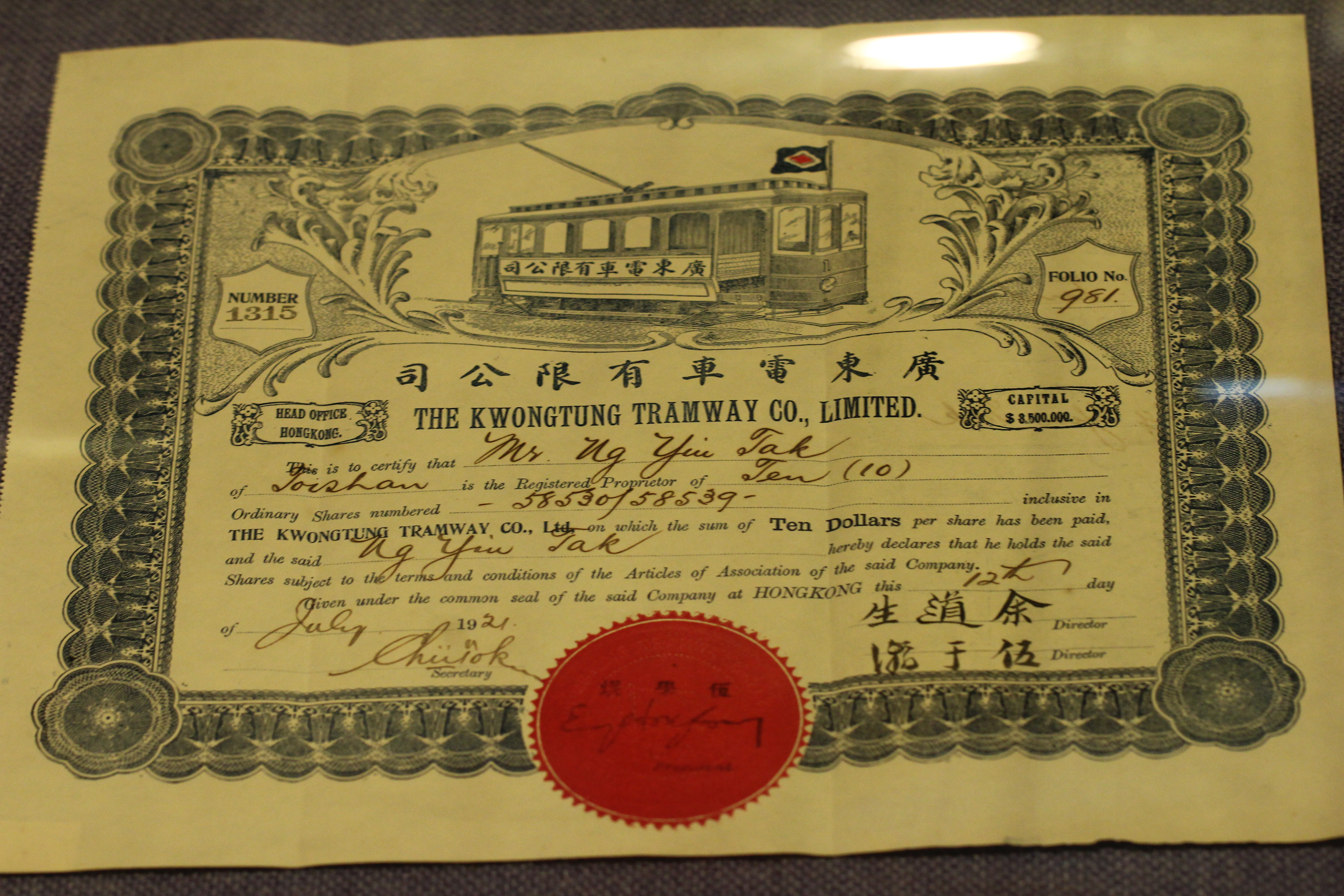
1921年的廣東電車有限公司的股票

1912年，廣州大起建設，修筑馬路，但因為經費龐大，廣州市政當局擬招標興辦行駛車，并且賦予專利權，專利權為20年。1915年2月10日，廣東巡撫使公署下文，批准大沙頭工程局承辦電車，路線由沙面島對開的沙基至大沙頭。但計劃最終沒有實現。最終美洲華僑伍藉磐集資200萬銀元開辦廣州電車股份公司，承辦興建環城而行的有軌電車。路線計劃以廣衛路省長公署為中心，向外延伸10公里。據當時《廣州民國日報》宣稱，興建有軌電車為華南地區首創。在資金到位以後，成立了電車公司的董事會，由伍學熀為總经理、伍藉磐為经理，總辦事處設立在香港德輔道茂利輪船公司，則廣州辦事處設立在廣九火車站（即大沙头站），主要由經理伍藉磐打理相關業務。
1927年，廣州市政府提出興建有軌電車計劃，因當時公共汽車事故率太高，且電車公司所購鋼材已閑置已久，故政府一直催促電車公司開工。同年7月18日，廣州市公安局要求市政府促成有軌電車的建設，由時任廣州市市長孫科所核准敦促，而電車公司因自己借予市政府的40萬建設貸款遲遲未能歸還導致資金緊缺，就以訂制的路軌運送延遲為由，一直拖延時間。電車公司在繼續鋪設了廣九站到一德西路的一段路軌後停止建設。
據同年3月15日《廣州民國日報》，廣州市政廳核准的首條電車路線，以廣九火車站為起點，途經越秀南路、萬福路、泰康路、一德路，到普濟橋為終點（約為長寿路一帶）；第二條路線以財廳前為起點，途經永漢北路（現北京路）、永漢南路（現北京南路），再與一路線一同匯入泰康路、一德路、到普濟橋為終點，政府亦計劃繼續籌款擴建其他路線以利交通。而電車公司原計劃路線為：廣九火車站為起點，途經越秀南路、越秀中路、惠愛東路（現中山四路）、惠愛西路（現中山五路）、豐寧路（現人民中路）、太平路（現人民南路）、一德路、泰康路、萬福路為終點站。
在1927至1929年間《廣州民國日報》上能經常看見標題類似於「政府強令電車公司鋪軌」和「通車」的報道，而公司與政府因40萬財政糾紛不能達成共識，故電車公司並不熱衷於其建設。
據1928年10月13日《廣州民國日報》報道，經市政府催促之下，電車公司已鋪設太平南路途经一德路、泰康路及永漢南路一段路軌以及永漢南路到萬福路一段路軌已經完工，只剩餘萬福路至廣九火車站未能竣工，當時預計於1929年1至2月通車。據同年11月26日報道，當時已經完成一德路、泰康路及萬福西路路軌的鋪設，仍然未完成萬福東路近廣九火車站一段路軌，而架空電線仍未安裝，因此不能確定通車日期，而1929年路軌鋪設工程完工，但公司資金缺乏而一直未能通車，這也導致了廣州沒有實現行駛有軌電車的原因。
公司後因無軌可用，只好改裝部分無軌電車在廣九火車站和太平路（現人民路）之間行駛，而因改裝車廂過於笨重和路面不平至意外頻發等原因被迫停駛。公司最終在1931年因股本籌集不足破产，伍于瀚和伍籍磐辞职。
廣州市公用局在1932年6至9月多次提出興建官辦電車，廣州市政會議在同年9月19日通過了公用局提出的兩個有軌電車的建設方案。廣東省政府在1935年7月才批准實施。1937年3月至1938年5月，在興建有軌電車時，日本發動侵華戰爭，廣州淪陷，電車興建工程被迫無限期擱置，期間路軌被日軍全部挖走。訂購的貨物廣州部分保留，部分散落在粵北山區，部分於英國、香港儲存。
共和国成立后，广州重新开始電車的初期準備工作。1951年8月24日，廣州市人民政府財政經濟委員會批准成立籌委會，負責建設電車，其在1960年9月30日正式通車；但该系统为无轨电车，而有軌電車計劃之後不再提及，即使1980年代中葉做過類似電車計劃，只是涉及到地鐵。之后较长的一段时间内，没有公开的市區有軌電車規劃。

### 落地实现
直到2010年代后，广州多地均有提出建设有轨电车网络的计划。
2013年1月30日，广州有轨电车有限责任公司成立，为广州地下铁道总公司（现广州地铁集团有限公司）的全资子公司。

#### 海珠区
2012年，广州市规划局向市人大常委会会议汇报时透露，广州将开展海珠区环岛轻轨等项目。同年10月24日，海珠环岛新型有轨电车首段试验段工程开始第一次环评公示，有轨电车将沿着珠江南岸从广州塔到万胜围行驶，共7.7公里。
2013年11月11日，广州市海珠环岛新型有轨电车（后更名为海珠有轨电车1号线）先行首通段工程（廣州塔至万胜围段）开始建设，并于2014年12月31日开通试运营。这是广州市首条建成运营的有轨电车线路。该线路全长7.7公里，从广州塔至万胜围，共11个车站，可以与地铁3、4、8号线及APM线换乘。试验段开通后，有关部门曾对剩余多段进行前期研究，但均无下文，近期已较少被提及。

#### 黄埔区
黄埔区于2017年发布的《广州市黄埔区、广州开发区交通体系建设第十三个五年规划》显示，该区规划有现代有轨电车线路13条，其中8条骨干线、4条辅线、1条支线。线路总长223.4km，设站243座（含换乘站33座）。
1号线作为黄埔区内首条有轨线路，于2018年5月动工建设；其首通段（地铁长平－新丰路）于2020年7月1日开通，后通段（地铁香雪－北师大实验学校）于2020年12月28日开通。2号线已于2019年8月举行动工仪式，其首通段于2025年6月20日开通运营。
此外，黄埔区已初步完成1号线东延段的前期招标和5号线一期的环评工作，并在“十四五”期间推进1号线东延段立项审批和5号线一期的建设工作。黄埔区政府回复近期网友留言时称，1号线东延段方案修编工作已通过专家评审，并正协商变更PPP合同补充协议；而由于市级有轨电车线网规划和近期建设规划未能获批，5号线一期项目的工程立项受到影响。

#### 增城区
增城区最早在2012年提出了兴建有轨电车的设想。2012年11月，增城市（现增城区）发布的《关于推进新型城市化发展，建设广州城市副中心的决定》草案中，规划到2020年共开通15条新型有轨电车线路，总里程约216.2公里，共设278个站点；到2013年3月审议通过的决议中，相关规划更改为总里程150公里、设193个站点，并宣布在年内启动增城广场至挂绿湖区试验段和增城广场至增江试验段的建设，但之后并无下文。
2019年，增城区再次发布《增城区新型有轨电车线网规划研究》，规划有11条有轨电车线路，线路总长130.1公里，共设172个站点，其中新塘片区规划5条线共54.6公里、荔城石滩片区规划4条线共55.8公里、朱村-中新片区规划2条线共19.7公里。同期还宣布将开建增城有轨电车示范线，线路设站25座，全长21.3公里，均为高架线。该线已在2019年3月进行第一次环评公示，原计划在2020年开工建设，但因涉及铁路和管线迁改等问题而需要进一步完善规划。

#### 其他区域
2014年8月，有消息指广州市有意在越秀区五羊邨至黄埔区鱼珠修筑广州第二条有轨电车线路。该段线路超过一半的站点都与地铁五号线重叠。虽方案强调有建设的需要，然而其实用（包括线路重复、耗资问题等）依然是大众讨论的问题所在。该线路在之后已无下文。天河区当局于2022年9月回复网友留言时称，珠江新城已发展成熟，不适宜增加有轨电车，天河区近期亦无有轨电车建设计划。
此外，广州当局曾组织编制了新型有轨电车线网规划修编，计划在外围区域新建多条有轨电车线路。不过，白云区政府在2023年1月回复网友留言时透露称，因国家在十四五期间收紧审批轨道交通，以及中低运能轨道交通项目实施路径不明确等因素，《广州市新型有轨电车（中低运能轨道交通）线网规划》未能获得审批。

## 线路
| 海珠有轨电车1号线地图  |                         |                |               |               |        |              |                                   |                            |          |
| 黄埔有轨电车近期规划图 |                         |                |               |               |        |              |                                   |                            |          |
| 运营中                 |                         |                |               |               |        |              |                                   |                            |          |
| 线路                   | 线路                    | 首段开通日期   | 起点站/终点站 | 起点站/终点站 | 车站数 | 长度（千米） | 车辆基地                          | 控制中心                   | 列车编组 |
|                        | 海珠有轨电车1号线       | 2014年12月31日 | 猎德大桥南    | 万胜围        | 9      | 5.7          | 磨碟沙停车场                      | 磨碟沙控制中心             | 4节      |
|                        | 黄埔有轨电车1号线       | 2020年7月1日   | 地铁香雪      | 新丰路        | 19     | 14.3         | 嶺福車輛段                        | 黄埔区智慧交通运输管理中心 | 4节      |
|                        | 黄埔有轨电车2号线       | 2025年6月20日  | 地铁香雪      | 开源大道东    | 8      | 4.9          | 玉岩路检修基地 开源大道东检修基地 | 黄埔区智慧交通运输管理中心 | 4节      |
| 建设中                 |                         |                |               |               |        |              |                                   |                            |          |
| 线路                   | 线路                    | 预计开通时间   | 起点站/终点站 | 起点站/终点站 | 车站数 | 长度（千米） | 车辆基地                          | 控制中心                   | 列车编组 |
|                        | 黄埔有轨电车2号线       | 未知           | 开源大道东    | 地铁南岗      | 12     | 9.5          | 刘村停车场 元岗車輛段             | 黄埔区智慧交通运输管理中心 | 4节      |
| 近期规划               |                         |                |               |               |        |              |                                   |                            |          |
| 线路/段                | 线路/段                 | 预计动工时间   | 起点站/终点站 | 起点站/终点站 | 车站数 | 长度（千米） | 车辆基地                          | 控制中心                   | 列车编组 |
|                        | 黄埔有轨电车1号线东延段 |                | 永和大道      | 桑田三路      | 4      | 2.86         |                                   |                            | 4节      |
|                        | 黄埔有轨电车5号线一期   |                | 地铁镇龙西    | 玉岩路        | 11     | 14.5         | 永和车辆段 永丰停车场             |                            | 4节      |

## 车辆
| 路线 | 制造单位                  | 信号系统 | 牵引电机                      | 牵引逆变器                                              | 数量 | 编组    | 首列送抵日期  | 图片 |
| ---- | ------------------------- | -------- | ----------------------------- | ------------------------------------------------------- | ---- | ------- | ------------- | ---- |
| THZ1 | 南车株机 南车广州城轨装备 | 恩瑞特   | 西门子 1TB1422-0GA03 (100 kW) | 西门子 SIBAC TBK9L-750FT-3P2-1B3-9mF 紧凑型牵引变流单元 | 7列  | 每列4节 | 2014年6月18日 |      |
| THP1 | 中车广州城轨装备          | 中国通号 | 中车株洲电机 YQ-110A (110 kW) | 株洲中车时代电气 t Power-TN9 (UR3/JP4)                  | 16列 | 每列4节 | 2019年9月20日 |      |
| THP2 | 中车广州城轨装备          |          | 中车株洲电机 YQ-110B (110 kW) | 广州神铁牵引 CHSR CC400_DC 750V_R_D01                   | 12列 | 每列4节 | 2023年2月1日  |      |